# Berisso Rugby Club
Berisso Rugby Club es un club de rugby argentino situado en la Ciudad de Berisso, en la provincia de Buenos Aires. Fue fundado el 11 de noviembre de 2010, comenzando su participación en el torneo de la Unión de Rugby de Buenos Aires en marzo de 2012.  Actualmente  se desempeña en el Grupo Desarrollo de la URBA.

## Historia
2010
Fundación del club
11/09/2010 Primera reunión para crear el club: Emiliano Guzmán junta a Omar Zapata y Eduardo Silva para proponerles la idea de crear un club de Rugby en Berisso, la reunión se realiza en la casa de Omar Zapata
01/10/2010 Panfleteada para convocar
30/10/2010 Realización de un proyecto fundacional
23/10/2010 Primera convocatoria en la Pista de Atletismo Olmi Filgueira, con buena repercusión, se realiza un entrenamiento con elementos de Omar Zapata
11/11/2010 Elección de la primera comisión directiva
27/11/2010 Partido amistoso invitación del Club Argentinidad
28/11/2010 Se realiza y queda asentado el Estatuto de Berisso Rugby Club que regirá el mismo
14/12/2010 Terna Olmi Filgueira
- Emiliano Guzmán (BRC)

- Eduardo Silva (BRC)

- Mauro Gegena (ULP)

Se lo llevó Emiliano Guzmán por su trayectoria
2011
05/02/2011 Se mandan a realizar las primeras camisetas del club, el modelo es elegido por los chicos por votación al igual que el escudo
06/03/2011 Primer entrenamiento en una cancha de Rugby gacias al club Albatros que presta el lugar
23/03/2011 Entrega de remeras a los primeros jugadores de BRC como obsequio por el esfuerzo y reconocimiento.
26/04/2011 Paella en el quincho municipal
08/05/2011 Primer partido en La Plata Rugby Con la div Inter c de La Plata Rugby
23/05/2011 Obtención de la personería Jurídica
01/06/2011 Segundo partido en LPRC vs UNLP
08/06/2011 Primera reunión de padres en la sede de filial Estudiantes Berisso
28/06/2011 Se realiza un reglamento de convivencia del club
02/07/2011 Partido amistoso con Las Cañas División superior y juveniles
4/07/2011 Se declara de interés legislativo por la HC Deliberante la actividad realizada por Berisso Rugby Club
08/07/2011 Diego Blanes asume como entrenador del plantel superior
11/07/2011 Realización de camiseta suplente. Elección del motivo
23/07/2011 comienzan las gestiones para ingresar a la URBA
08/08/2011 Partidos amistosos en las Cañas
10/08/2011 Jornada de rugby en la Cámara de Comercio de Berisso donde participaron todas las divisiones y se invitó al club General Belgrano
20/09/2011 Tres clubes de La Plata son elegidos como padrinos de nuestro club, quienes aceptan gustosos el padrinazgo: Club Albatros, La Plata RC y San Luis
25/09/2011 Reunión en el Club Italo-Lacio con las familias de BRC. Bingo para recaudar fondos.
09/10/2011 Partido amistoso con el Club Albatros nivel Superior
08/11/2011 Participar de los encuentros MDQ. Parte una delegación a Mar del Plata para representarnos. Primera experiencia como gira.
07/12/2011 Primera fiesta de fin de año del club en el salón de Bomberos Voluntarios de Berisso
Banderín de Honor infantiles: Subiaga, Juan Francisco
Banderín de Honor juvenil: Mancoski
Banderín de capitán de superior Emiliano Guzmán
Banderín de Honor división superior: Emmanuel Guzmán
CAP 2011 Omar zapata
2012
05/01/2012 Primera participación en un seven, invitación club La tranquera de Gral. Belgrano La Tranquera
02/2012 Aceptación para ingresar a la URBA Categorías: infantiles, juveniles y superior
	Se inscriben M15, M17 y superior
22/03/2012 Se compra e instala sistema de clubes automatizado
12/03/2012 Se une al grupo de entrenadores del plantel superior el Sr Martin Sgurudis y a la M15 Fuentealba Claudio
01/04/12 Tratativas con Web Ellis para la realización de nuevas camisetas para la superior a cambio de Sponsor Waiting
04/12 FREMERE Patrocinador oficial de la div. Superior Año 2013 en el pecho de la camiseta y Osde Binario en los protectores de las H.
31/04/2012 Primer partido en la pista de atletismo Clubes invitaos: Mataderos y Berazategui
07/05/2012 Se une como colaborador del plantel superior el Sr Coscarelli Christian
7/8/2012 Por renuncia de miembros comisión anterior asume nueva comisión hasta la finalización del anterior mandato
10/2012 se lleva a los infantiles y M15 a ver el partido de los PUMAS VS STADE FRANCES en el estadio de Vélez Sarsfield
11/2012 Segunda Fiesta de fin año del club que se realiza en el Club Árabe
Banderín de honor M12: Subiaga, Juan Francisco
Banderín de capitán Infantiles: Gianfranco Solís
Banderín de Honor M14 para: Fabián.
Banderín de capitán M15: Mariano Erzetich
Banderín de Honor M15 para: Mariano Erzetich
Banderín de capitán M17 Agustín Marcerano
Banderín de Honor M17 Nicolás Zeballos
Banderín de capitán de superior Emiliano Guzmán
Banderín de Honor división superior Patricio Herrera
CAP 2012 Emiliano Guzmán
03/12/2012 Participación del Seven XXXL
08/12/2012 Primer encuentro superior vs infantiles y primer Seven interno en la pista de Atletismo Copa Laika en honor a la perra que nos acompaña cada entrenamiento
12/2012 El terrero cedido en comodato por el Tiro Federal Polígono Berisso es apropiado por la presidencia de la Nación para uso del mismo por lo que queda sin efecto el comodato de dichas tierras.

2013
Febrero:
Se decide inscribir en la URBA a las siguientes categorías
Infantiles Entrenadores Gonzalo Roldan, Mauro Álvarez y Paulina Monge. M15 Entrenador Soliz Sebastián. M18 Entrenador Omar Zapata.
Superior Torrijos Fernando, Brichetti Daniel y preparador físico Rodrigo Barrios
16/05/2013 Jornada solidaria por los inundados del club.
07/12/2013 Partido interno entre las divisiones infantiles, juveniles y superior, tercer tiempo compartido
07/12/2013 2.º Seven interno, se pone en juego la copa Marcelo “Mapuche” Grimal en homenaje a un colaborador y amigo que nos ha dejado físicamente, reunión de camaradería
21/12/2013 Tercera Fiesta del club en el Club Sociedad Ucraniana
Reciben sus banderines:
Capitán: M8: Ignacio Soliz
Banderín de honor: Juan Bautista  Sepúlveda
Capitán M10: Ian Kralj
Banderín de honor M10: Mateo Mansi
Capitán M11Sebastian Montes
Banderín de honor M11: Soliz Lautaro
Banderín de capitán M15: Benjamín Lurbe
Banderín de Honor M15: Jean Franco Laprida
Banderín de capitán M18: Agustín Marcenara
Banderín de Honor M18 para: Gabriel González
Mención especial: Daniel Paulenko,  Hugo y Víctor Montes,  Flia Yturrioz, Flia Alfonso, Flia Robledo, Yamila y Sebastián Soliz y se hace entrega de ramos de flores a las mujeres que acompañan todo el año colaborando Yamila Boca, Muriel de Prada, Viviana Dialiana y Viviana Montes
Banderín de capitán de superior: Patricio Herrera
Banderín de Honor división superior: Emiliano Guzmán
CAP 2013: Patricio Herrera